# Ban Don Ta Phet
Ban Don Ta Phet (thailändisch ดอนตาเพชร) ist ein Dorf in der Amphoe (Landkreis) Phanom Thuan, Provinz Kanchanaburi in Thailand. Hier befindet sich eine archäologische Ausgrabungsstätte mit einem eisenzeitlichen Friedhof, der in den 1980er-Jahren zunächst um 400 v. Chr. datiert wurde, angesichts vor allem der Vielzahl viel jüngerer Bronzeobjekte vermutlich jedoch erst in das 2./1. Jh. v. Chr. gehört.

## Grabungsgeschichte
Im September 1975 fanden Schulkinder im Ort merkwürdige Tonscherben und -ringe, als Bauarbeiter das Fundament für einen Zaun errichteten. Dies machte die lokalen Behörden aufmerksam, und das Fine Arts Department ließ erste Grabungen unter der Leitung von Chin You-di durchführen, was viele Gräber zum Vorschein brachte. Der Fundplatz wurde erneut 1980 unter der Leitung von Ian Glover und Pisit Charoenwongsa untersucht. Die Funde deuten auf einen frühen Kontakt zwischen Indien und den Völkern in Südostasien hin, wobei die nahe Lage zum Drei-Pagoden-Pass dem Personen- und Warenverkehr in west-östlicher Richtung entgegenkommt.

## Funde
Für die Bestattungsriten wurden Gegenstände aus anderen Kulturkreisen verwendet, so z. B. Perlen aus Karneol und Achat, Glas und Bronze, die alle aus Indien stammen könnten. Das Gräberfeld selbst war eingedeicht. Die Bronzebehälter zeigen Szenen von Frauen und Tieren, und das Material weist einen hohen Zinngehalt auf. Einige Merkmale weisen auf indischen Ursprung dieser Behälter hin. Ein Löwe aus Karneol deutet ferner auf die Ausbreitung des Buddhismus in diese Gegend hin, denn zu jener Zeit wurde der Buddha oft als Löwe dargestellt.

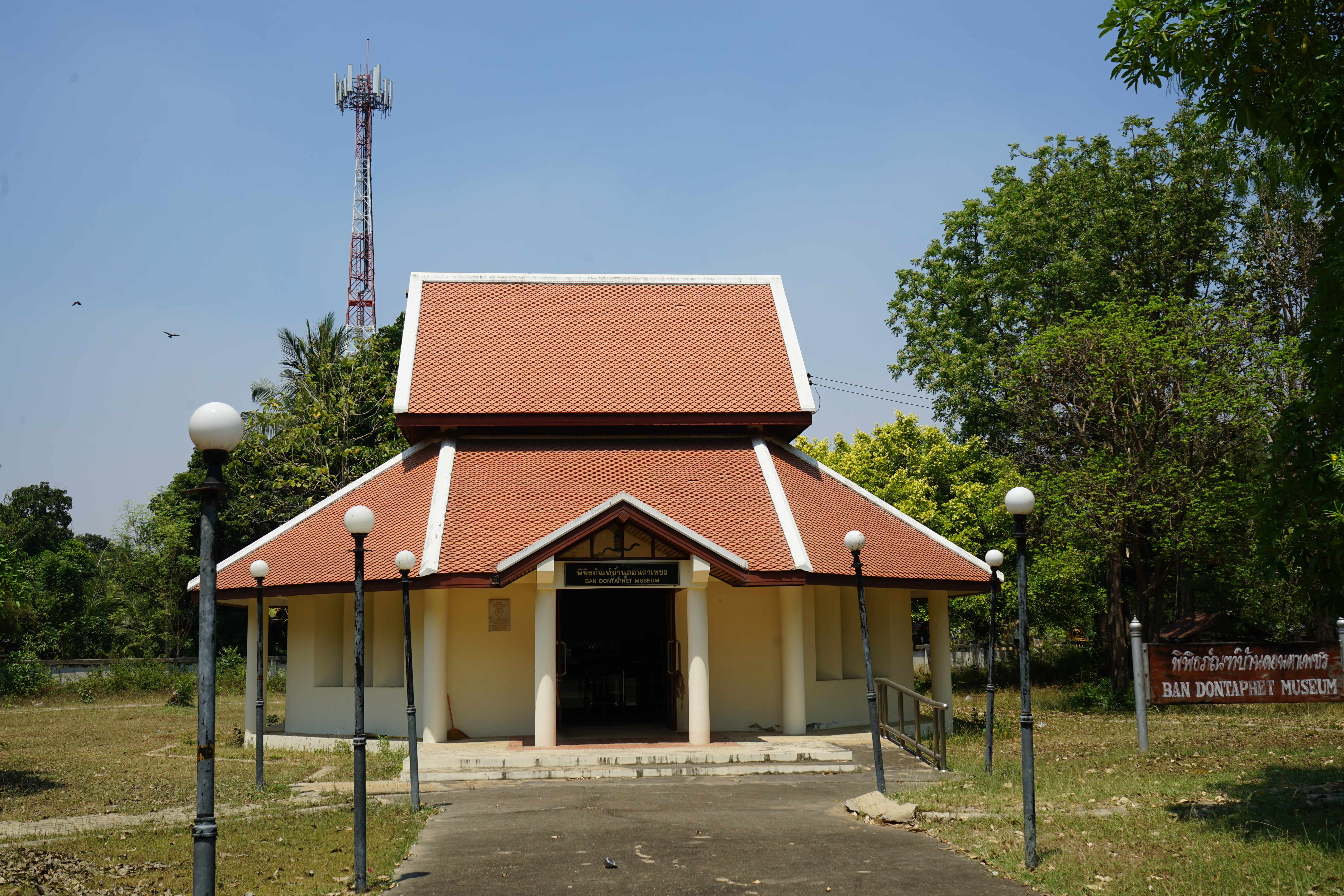
Lokales Museum direkt neben der Ausgrabungsstelle Ban Don Ta Phet, Thailand

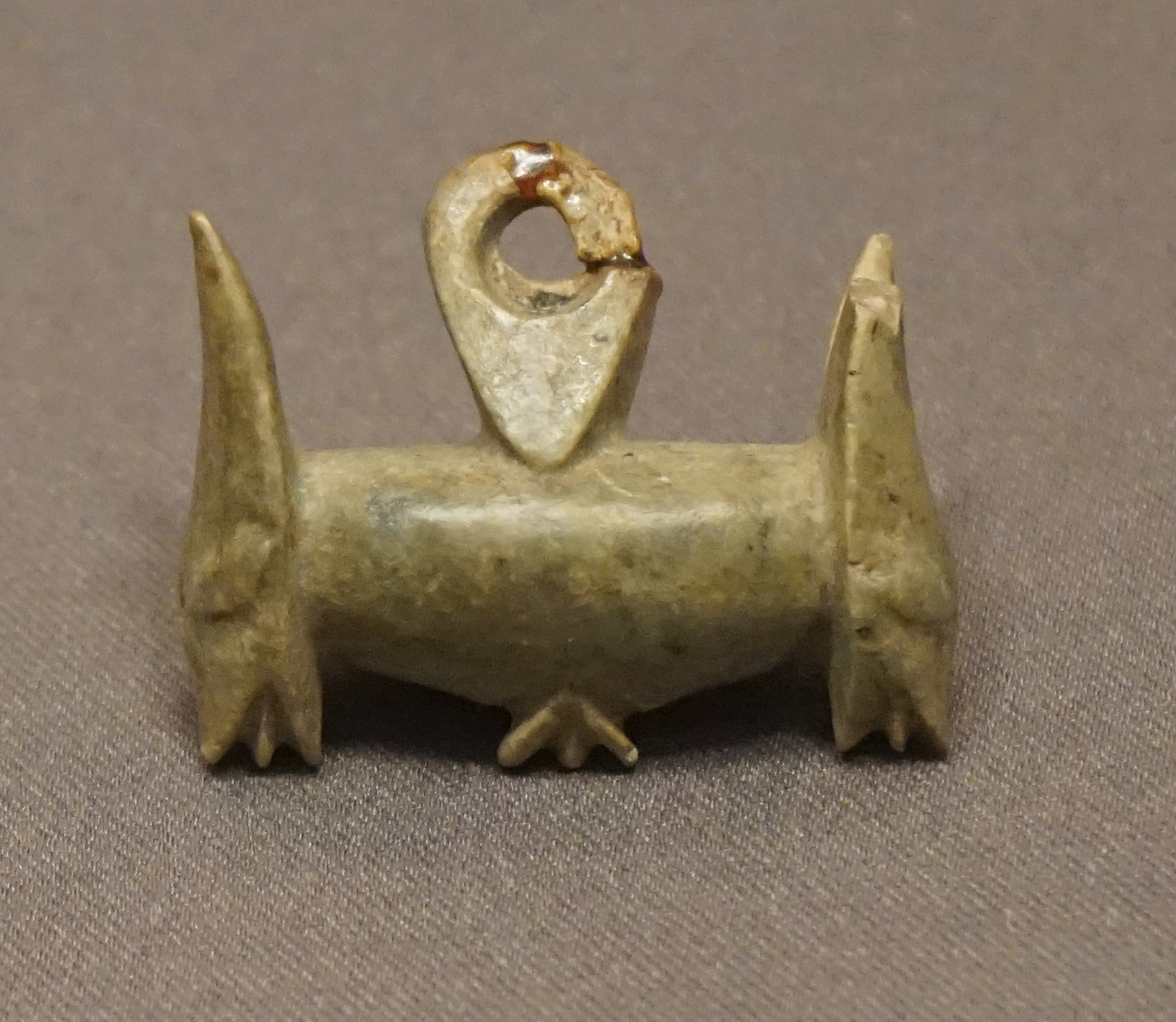
Ohranhänger mit Tierkopfenden der mittelvietnamesischen Sa-Huỳnh-Kultur, Beigabe eines Grabes in Ban Don Ta Phet

Viele eiserne Speerspitzen, Sicheln und Beilklingen, die als Grabbeigaben dienten, zeugen von einer gut entwickelten lokalen Eisenproduktion. Ein Ohranhänger mit Tierkopfenden aus Nephrit stammt eindeutig von der Sa-Huỳnh-Kultur in Mittelvietnam.
In trichterförmiges, reich verziertes Bronzegefäß (thọ) gelangte von der Dông-Sơn-Kultur aus Nordvietnam an diesen Ort. Es ist das bisher am weitesten von Nordvietnam entfernt gefundene Gefäß dieses Typs und wurde 1981 in einem Grab entdeckt. Vermutlich geriet es ab Ende des 2. Jh. v. Chr. durch die Flucht von Angehörigen dieser Kultur vor den in Nordvietnam eindringenden chinesischen Besatzern nach Westthailand.
Die Funde befinden sich im Nationalmuseum in Bangkok, in einem "Site-Museum" in Ban Don Ta Phet und im Museum der Provinz Kanchanaburi.